# Maxillaria hastulata
Maxillaria hastulata är en orkidéart som beskrevs av John Lindley. Maxillaria hastulata ingår i släktet Maxillaria och familjen orkidéer. Inga underarter finns listade i Catalogue of Life.